# Campeonato de Australia 1939
Lista de los campeones del Abierto de Australia de 1939:

## Individual masculino
John Bromwich (AUS) d. Adrian Quist (AUS),  4–6, 6–4, 3–6, 7–5, 8–6

## Individual femenino
Emily Hood Westacott (AUS) d. Nell Hall Hopman (AUS), 6–3, 6–2

## Dobles masculino
John Bromwich/Adrian Quist (AUS)

## Dobles femenino
Thelma Coyne Long (AUS)/Nancye Wynne Bolton (AUS)

## Dobles mixto
Nell Hall Hopman (AUS)/Harry Hopman (AUS)
| Predecesor: 1938                                       | Abierto de Australia 1939 | Sucesor: 1940                         |
| Predecesor: Campeonato nacional de Estados Unidos 1938 | Grand Slam 1939           | Sucesor: Torneo de Roland Garros 1939 |

- Datos: Q2714955